# Capitano generale da Mar
Il Capitano Generale da Mar, anche Capitàn da mar, era il comandante supremo della marina veneziana. Come tutti i funzionari marciani, il Capitano Generale doveva ubbidire ai governi supremi della Serenissima (come il Maggior Consiglio o la Serenissima Signoria), pur disponendo di potere assoluto su tutti i comandanti e funzionari della Marina nonché i funzionari delle colonie d'oltremare (c.d. "Stato da Mar") per questioni relative alla flotta.

## Storia
Il posto di Capitano Generale del Mare veniva nominato solo durante la guerra, su elezione del Maggior Consiglio. Veniva scelto in genere uno dei membri con maggior esperienza in strategie navali del patriziato veneziano anche se a volte il gioco politico portò alla scelta di uomini troppo giovani e/o meno militarmente esperti: es. il disastroso capitanato di Antonio Grimani nel 1499.
Durante la fine del XVII secolo, le considerevoli spese che doveva essere in grado di sostenere tale ruolo fecero della ricchezza dei candidati un fattore importante nella loro selezione.
Le decisioni di strategia e tattica tuttavia venivano prese dal consiglio di guerra a maggioranza. Tali decisioni venivano prese sull'ammiraglia e vi partecipavano oltre al Capitano Generale da mar ed il suo vice, il Provveditore Generale da Mar (funzionario incaricato della gestione dello Stato da Mar), tutti gli ufficiali ossia i Capi di Mare (riconoscibili per la presenza di un "fanò", un fanale di poppa sulle loro navi), i capitani di flotta, i comandanti di eventuali contingenti ausiliari o alleati, e, in caso di operazioni di sbarco, il comandante delle truppe di terra che veniva trasportato a bordo della flotta.
Durante l'assetto di guerra, il Capitano Generale issava il suo stendardo su una galera che fungeva da ammiraglia della flotta (la Galera Generalizia o Capitana). In combattimento l'ammiraglia prendeva posizione al centro della formazione veneziana. Anche la flotta veneziana e persino i maggiori rivali navali dei veneziani, la Marina ottomana, inizio ad usare i Vascelli nel corso del XVII secolo. I Veneziani tradizionalmente preferivano una galea bastarda (più grande, incrocio tra galea sottile e galea grossa) come nave del supremo comandante in capo. L'equipaggio della nave ammiraglia godeva di alcuni privilegi speciali tra cui minori tasse.
In caso di morte del Capitano Generale, sino alla nomina di un successore le sue mansioni passavano ad interim al Provveditore Generale da Mar, e, in caso di morte del Provveditore, al più anziano Capo da Mar.

## Capitani generali da Mar della Repubblica di Venezia
| Nº | Ritratto | Nome (nascita–morte)                                            | Stemma        | Anni                           | Note |
| -- | -------- | --------------------------------------------------------------- | ------------- | ------------------------------ | --- |
|    |          | Vettor Pisani (1324 – 1380)                                     |               | 1379 – 1380                    | Comandante della flotta veneta nella Guerra di Chioggia |
|    |          | Carlo Zen (1334 – 1418)                                         |               | 1403                           | Comandante della flotta veneta nella Battaglia di Modone (1403) |
|    |          | Pietro Loredan (1372 – 1438)                                    |               | 1411; 1416; 1431               | I - Comandante della flotta veneta a Costantinopoli, testimonia la tregua tra il sultano e la Serenissima II - Comandante della flotta veneta alla Battaglia di Gallipoli (1416) III - Comandante della flotta veneta alla Battaglia di Rapallo (1431) |
|    |          | Andrea Mocenigo (... – ...)                                     |               | 1429                           | |
|    |          | Alvise Loredan (1393 – 1466)                                    |               | 1443 – 1446; 1449 – 1450; 1453 | I - Comandante della flotta veneta durante la Crociata di Varna II - Comandante della flotta veneta contro Alfonso V d'Aragona in Sicilia III - Comandante della flotta veneta nella Guerra di Morea (principio della Prima guerra turco-veneziana)    |
|    |          | Antonio Grimani (1434 – 1523)                                   |               | 1499                           | Comandante della flotta veneta nella disastrosa Battaglia di Lepanto (1499), venne condotto in ceppi a Venezia e rischiò il linciaggio da parte d'una folla inferocita                                                                                 |
|    |          | Benedetto Pesaro                                                | ?             | 1500-1501                      | |
|    |          | Pietro Balbi                                                    | ?             | 1510                           | |
|    |          | Vincenzo Cappello (1469 – 1541)                                 |               | 1538                           | Comandante della flotta veneta nella Battaglia di Prevesa |
|    |          | Girolamo Zane (? – 1572)                                        |               | 1566 – 1570                    | Comandante della flotta veneta all'avvio della Guerra di Cipro |
|    |          | Sebastiano Venier (1496 – 1578)                                 |               | 1570 – 1571                    | Comandante della flotta veneta nella Battaglia di Lepanto |
|    |          | Jacopo Soranzo                                                  |               | 1572                           | Comandante della flotta veneta al termine della Guerra di Cipro |
|    |          | Giovanni Bembo (1543 – 1618)                                    |               | 1607                           | Comandante della flotta veneta nella Guerra dell'Interdetto |
|    |          | Antonio Maria Cappello (... – 1646)                             |               | ... – ...                      | |
|    |          | Giovanni Battista Grimani (1646 - 1648)                         |               | 1646 - 1648                    | Comandante della flotta veneziana nei primi anni della guerra di Candia. |
|    |          | Alvise Mocenigo (1583 – 1654)                                   |               | 1648 - 1650                    | |
|    |          | Leonardo Foscolo (1588 – 1660)                                  |               | 1650 - 1653                    | |
|    |          | Alvise Mocenigo (1583 – 1654)                                   |               | 1653 - 1654                    | |
|    |          | Girolamo Foscarini (... – 1655)                                 |               | ... – 1655                     | |
|    |          | Lorenzo Marcello (1603 – 1656)                                  |               | 1655 – 1656                    | Comandante della flotta veneta nella Spedizione dei Dardanelli |
|    |          | Lazzaro Mocenigo Kor Kaptan (it. "Capitano Orbo") (1624 – 1657) |               | 1656 – 1657                    | Comandante della flotta veneta al termine della Spedizione dei Dardanelli |
|    |          | Francesco Morosini il Peloponnesiaco (1619 – 1694)              |               |                                | Guidò la flotta veneta nella Guerra di Morea |
|    |          | Andrea Pisani (1715 – 1718)                                     | Stemma Pisani |                                | Guidò la flotta veneta nella Seconda guerra di Morea |
|    |          | Marcantonio Diedo (... – ...)                                   |               |                                | Guidò la flotta veneta nella Battaglia di Matapan |
|    |          | Angelo Emo (1731 – 1792)                                        | Stemma Pisani |                                | Fu l'ultimo Capitano generale da Mar, a capo della spedizione contro i pirati barbareschi di Tunisi nel 1784. |